# Jogos Peninsulares do Sudeste Asiático de 1969
Os Jogos Peninsulares do Sudeste Asiático de 1969, como conhecidos até 1975, foram a quinta edição do evento multiesportivo, realizado na cidade de Yangon, na Birmânia (hoje Mianmar), entre os dias 6 e 13 de dezembro. 

## Países participantes
Seis países participaram do evento:
- Birmânia
- Tailândia
- Laos
- Malásia
- Singapura
- Vietname

## Modalidades
Foram disputadas quinze modalidades nesta edição dos Jogos:
| - Atletismo - Badminton - Basquete - Boxe - Ciclismo - Esportes aquáticos - Futebol - Ginástica | - Judô - Levantamento de peso - Tênis - Tênis de mesa - Tiro - Vela - Vôlei |

## Quadro de medalhas
País sede destacado.
| Ordem | País      | Medalha de ouro | Medalha de prata | Medalha de bronze |     |
| ----- | --------- | --------------- | ---------------- | ----------------- | --- |
| 1     | Birmânia  | 57              | 46               | 46                | 149 |
| 2     | Tailândia | 32              | 32               | 45                | 109 |
| 3     | Singapura | 31              | 39               | 23                | 93  |
| 4     | Malásia   | 16              | 24               | 39                | 79  |
| 5     | Vietname  | 9               | 5                | 8                 | 22  |
| 6     | Laos      |                 |                  | 3                 | 3   |
| TOTAL | TOTAL     | 145             | 146              | 164               | 455 |